# Política Nacional de Atenção à Saúde dos Povos Indígenas
A Política Nacional de Atenção à Saúde dos Povos Indígenas (abreviado, PNASPI) integra a Política Nacional de Saúde de acordo com as determinações da Lei Orgânica da Saúde e da Constituição Federal do Brasil e Decreto 3 156/1999, coordenado pela Secretaria de Saúde Indígena (SESAI) do Ministério da Saúde do Brasil.
A Constituição Federal do Brasil reconhece aos indígenas suas especificidades étnicas e culturais bem como estabelece seus direitos sociais. Estes direitos são reafirmados pela Organização Internacional do Trabalho  (OIT) e ratificada pelo Brasil com o Decreto 5 051/2004 de acordo com à Carta Magna.
A saúde indígena é regida por um conjunto de normas que têm como objetivo o estabelecimento de mecanismos específicos para a atenção à saúde indígena, conformando um subsistema no interior do Sistema Único de Saúde. 
O Subsistema de Atenção à Saúde Indígena é coordenado pela Secretaria de Saúde Indígena (SESAI) e está organizado em 34 Distritos Sanitários Especiais Indígenas (DSEI). O território que delimita estes distritos respeita a distribuição geográfica, antropológica e de acesso aos serviços de saúde pelos povos indígenas.

## História
Em 1988, A Constituição Federal da República Federativa do Brasil reconhece aos indígenas suas especificidades étnicas e culturais bem como estabelece seus direitos sociais (capacidade civil plena) e, também estabeleceu que a proteção deve ser feita pelo Governo do Brasil; sendo principais os artigos 231 e 232 do capítulo VIII (Dos Índios) do Título VIII (Da ordem social). Estes direitos são reafirmados pela Convenção 169 da Organização Internacional do Trabalho (OIT) e ratificados pelo Brasil em 25 de julho de 2003, e aprovada pelo Decreto 5 051 de 19 de abril de 2004, cujos princípios já se encontravam, contudo, contemplados na Carta Magna.
Para debater a saúde indígena foram realizadas em 1986 e 1993, a I Conferência Nacional de Proteção à Saúde do Índio e a II Conferência Nacional de Saúde para os Povos Indígenas, durante a VIII Conferência Nacional de Saúde e a IX Conferência Nacional de Saúde respectivamente, que propuseram um modelo diferenciado de atenção à saúde baseado em distritos sanitários especiais, para garantir a estes povos a saúde integral. Envolvendo eles em todas as etapas do processo (planejamento, execução e, avaliação das ações).
Em 1991, o presidente do Brasil transferiu ao Ministério da Saúde a coordenação das ações de saúde aos indígenas criando assim os Distritos Sanitários Especiais Indígenas e a Coordenação de Saúde do Índio (COSAI), ligado à Fundação Nacional de Saúde, com a obrigação de implementar este modelo de atenção à saúde.
No mesmo ano, o Conselho Nacional de Saúde (CNS) criou a Comissão Intersetorial de Saúde do Índio (CISI), com o objetivo de assessorar o conselho CNS na elaboração as diretrizes das políticas publicas de saúde indígena. Em maio de 1994 o presidente do Brasil cria a Comissão Intersetorial de Saúde (CIS) sob a coordenação da FUNAI, com a participação de vários ministérios relacionados à questão indígena. Então este conselho aprovou em outubro de 1994, o "Modelo de Atenção Integral à Saúde do Índio", que atribuía a FUNAI a responsabilidade sobre a recuperação da saúde dos índios doentes, atribuía ao Ministério da Saúde a e a prevenção de doenças (campanhas de imunização, saneamento e, controle de endemias).
Em 2010, foi criado a Secretaria de Saúde Indígena (SESAI) ligada ao Ministério da Saúde do Brasil, que passou a coordenar a Política Nacional de Atenção à Saúde dos Povos Indígenas (PNASPI) e o Subsistema de Atenção à Saúde Indígena (SasiSUS), para fazer o atendimento primário à saúde de mais de 750 mil indígenas aldeados, de acordo com a característica epidemiológica e sociocultural de cada etnia.
Em 2007, os povos tradicionais, incluindo os indígenas, foram reconhecidas pelo Governo do Brasil, através da Política Nacional de Desenvolvimento Sustentável dos Povos e Comunidades Tradicionais (PNPCT), por ter o modo de vida sustentável ligado aos recursos naturais e ao meio ambiente de forma harmônica e, o uso comunitário da terra. Assim reafirmando aos indígenas o direito a sua terra tradicional e a proteção do governo do Brasil.